# Маякум
Маяку́м (каз. Маяқұм) — село у складі Отирарського району Туркестанської області Казахстану. Адміністративний центр Маякумський сільського округу.
Населення — 2634 особи (2021; 2965 у 2009, 2626 у 1999, 2500 у 1989).